# Ochío
El ochío —a veces también escrito hochío— es un producto de panadería tradicional típico de Úbeda y la comarca de La Loma, en la provincia de Jaén aunque se puede encontrar en otras ciudades de Andalucía; especialmente de la comarca de la Loma, aunque también en la comarca metropolitana de Jaén pero aquí elaborado de otra manera. Consiste en un pan de aceite de oliva virgen extra, pimentón y anís. El nombre le viene dado por ser la octava parte de la masa de un pan.
Se elaboran de distinta forma, dependiendo de la zona de Andalucía en donde se haga. El ochío salado con pimentón es muy tradicional de la comarca de La Loma, y el dulce con azúcar por encima, es tradicional de Jaén capital.

## Características
Es elaborado de forma tradicional, según recetas ancestrales de las monjas, con azúcar y anís. Antiguamente el azúcar se sustituía por miel vieja —deshidratada—. Su origen se remonta a los conventos que poblaron la cuenca del Guadalquivir y su consumo se limitaba a la Pascua de Resurrección, a modo de festejo por esta. De aquí también proceden los famosos hornazos, que se hace con un huevo duro entero y sin pelar en su centro. El intercambio de monjas y monjes entre conventos propinó su extensión por distintas zonas de Andalucía.
Con posterioridad, ya en los años 1930 y en la comarca de La Loma, más en concreto en Úbeda, se modificó la receta primitiva, untando con una mezcla de pimentón dulce con aceite de oliva virgen extra y sazonado por encima con sal gruesa. Su forma tradicional es aplanada y redonda, con borde trenzado, aunque en la actualidad se comercializa con distintas formas y tamaños —como los crujientes, en barritas para picar, rellenos de chocolate, etc.— siendo su consumo a diario, tanto dulces como salados.
El ochío con pimentón salado se puede consumir solo, o bien acompañado de habas verdes y bacalao salado, siendo ritual en las romerías de la Virgen de Guadalupe, patrona de Úbeda, de la romería de la Virgen de La Yedra de Baeza, en la romería de Santiago Apóstol de Torreperogil  y en la romería de la Virgen de la Estrella de Sabiote . También es común rellenarlo de atún o con tomate, paté, jamón, embutido —salchichón, mortadela, salami...—, morcilla en caldera o de picadillo de chorizo.
Los escolares de la zona lo llevan de desayuno al colegio como alternativa a la bollería industrial, pero en éste caso el pchio se acompaña de algo dulce como puede ser una onza de chocolate o relleno de crema de cacao, y en las tabernas y bares de la comarca de La Loma es acompañamiento habitual a la hora de tapear.
También se ven versiones completamente diferentes en otras poblaciones andaluzas, como en Jaén, La Roda de Andalucía o Estepa donde pasa por ser un dulce típico de Semana Santa junto a pestiños, magdalenas y gachas.